# Federaçao Caboverdiana de Basquetbol
La Federaçao Caboverdiana de Basquetbol è l'ente che controlla e organizza la pallacanestro a Capo Verde.
La federazione controlla inoltre la nazionale di pallacanestro di Capo Verde. Ha sede a Santiago e l'attuale presidente è Mário Correia.
È affiliata alla FIBA dal 1962 e organizza il campionato di pallacanestro capoverdiano.